# Lindley Miller Garrison
Lindley Miller Garrison (Camden, 28 de noviembre de 1864-Sea Bright, 19 de octubre de 1932) fue un abogado estadounidense que se desempeñó como Secretario de Guerra de los Estados Unidos en la administración del presidente Woodrow Wilson, entre 1913 y 1916.

## Biografía

### Primeros años
Nació en Camden (Nueva Jersey), hijo del Reverendo Joseph Fithian Garrison (1823-1892) y Elizabeth Vanarsdale (Grant) Garrison (1829-1903). Asistió a escuelas públicas y a la Academia Episcopal Protestante en Filadelfia (Pensilvania). Estudió en la Academia Phillips Exeter durante un año antes de asistir a la Universidad de Harvard de 1884 a 1885. Estudió derecho en la firma de Redding, Jones & Carson de Filadelfia, recibió un título de abogado de la Universidad de Pensilvania y fue admitido en el colegio de abogados en 1886. Ejerció la abogacía en Camden de 1888 a 1898 y se convirtió en socio de Garrison, McManus & Enright en Jersey City en 1899. Se desempeñó como vicecanciller de Nueva Jersey desde 1904 hasta 1913, donde conoció al entonces gobernador Woodrow Wilson.

### Secretario de Guerra
Del 5 de marzo de 1913 al 10 de febrero de 1916, se desempeñó como Secretario de Guerra en la administración de Wilson, ocurriendo diferencias entre ambos. Garrison estaba mucho más dispuesto a intervenir militarmente en el extranjero que el presidente. Esto fue especialmente evidente con respecto a México. Garrison instó a la intervención estadounidense en la revolución mexicana para restablecer el orden. En 1916, cuando Wilson intentaba convencer al Congreso de que aumentara los gastos militares, Garrison apoyó un plan para expandir el ejército de los Estados Unidos, denominado por él como «Plan del Ejército Continental». La propuesta establecería un ejército permanente de 140.000 hombres y una fuerza de reserva nacional voluntaria de 400.000. Inicialmente, Wilson dio al plan un poco de apoyo tibio, pero Garrison se topó con la oposición de los que sentían que su plan iba demasiado lejos en la creación de un gran ejército permanente, como así también de los que consideraron que no fue lo suficientemente lejos. Wilson fue convencido por sus aliados en el Congreso para respaldar un plan alternativo que enfatizaba no la fuerza nacional de voluntarios de Garrison, sino un papel continuo para la Guardia Nacional. Garrison renunció en febrero de 1916 por estas diferencias.

### Últimos años
Posteriormente regresó a la práctica legal en la firma de Hornblower, Miller & Garrison. Fue nombrado receptor de la Brooklyn Rapid Transit Company en diciembre de 1918, donde se desempeñó hasta junio de 1923. Falleció el 19 de octubre de 1932 en su casa de Sea Bright (Nueva Jersey).